# Хает, Галина Григорьевна
Галина Григорьевна Хает (род. 1 июля 1990, Ростов-на-Дону) — российская регбистка, защитница клуба «РГУТИС-Подмосковье» и сборной России по регби-7. Чемпионка Универсиады 2013 года, чемпионка Европы 2013 и 2014 годов. Мастер спорта России международного класса.

## Биография
Выступает за команду «РГУТИС-Подмосковье». В составе сборной России по регби-7 играла на чемпионате мира 2013 года (четвертьфинал, 7-е место), на чемпионате Европы 2013 и 2014 годов (победа на обоих чемпионатах) и Универсиаде 2013 года (победа). Участница некоторых этапов Мировой серии по регби-7.